# Jazmín (cantante)
Janeth Tatiana Mosquera Mera (Portoviejo, Ecuador, 10 de mayo de 1967), más conocida en el mundo artístico como La Tumbadora, o La Reina de la Cumbia, es una cantante ecuatoriana de cumbia y tecnocumbia. Es considerada la rival artística de Sharon la Hechicera desde finales de 1990, pero con los años llegaron a tener un acercamiento como compañeras artísticas.

## Carrera
En 1983, a la edad de 15 años, Jazmín fue parte del programa concurso Chispazos, donde conoció a Gino Falconí, director de la orquesta Falconí Jr. a la que Jazmín perteneció. Al poco tiempo se casó por lo civil con Gino, y tuvieron 3 hijos, Gino Paúl, María y Jazmín, sin embargo, debido a los contratiempos con su trabajo, contrajeron matrimonio eclesiástico en 2004. En 1986 se lanzó como solistas, y se dio a conocer como La Tumbadora, nombre del tema musical que interpretó con éxito en su carrera. En 2007, se unió a la animación del programa, cuando era transmitido por Canal Uno, luego del fallecimiento de Pedro Ortiz, uno de los animadores principales.
En 2015 fue jurado del segmento Las Duras de la Tecnocumbia, del programa Atrevidos de TC Televisión, donde tenía que calificar semana tras semana la participación de grupos de tecnocumbia que realizaban su actuación artística.

## Cirugías estéticas
Debido al mercado artístico en el que se desenvolvió Jazmín, el cual predomina un ideal atractivo de belleza, se sometió a varias cirugías estéticas con el fin de complacer a su público, sin embargo fue víctima de malas prácticas, pues en el año 2001 se inyectó biopolímeros, los cuales afectaron su salud y estética, entrando en un proceso de extracción de la sustancia. El doctor Hernán Pérez, quien la desintoxicó, explicó que Jazmín estuvo al borde de perder su nariz.